# The Early Chapters
The Early Chapters es el primer y único (hasta la fecha) EP de la banda Soilwork. fue lanzado a través de Listenable Records el 20 de enero de 2004. Cuenta con dos covers, uno de Deep Purple y el otro de Mercyful Fate, también cuenta con el demo original de la canción "Shadow Child," el contenido adicional de su segundo álbum y finalmente una canción en vivo, la cual viene incluida como bonus en su primer álbum. Burn y Disintegrated Skies son los bonus tracks de la edición japonesa de su primer álbum. Egypt no aparece en ningún lanzamiento anterior, más que en el álbum tributo a Mercyful Fate 'A Tribute To Mercyful Fate - Curse Of The Demon'.

## Lista de canciones
| N.º | Título                        | Duración |  |
| 1.  | «Burn» (Deep Purple cover)    | 5:44     |  |
| 2.  | «Disintegrated Skies»         | 3:59     |  |
| 3.  | «Egypt» (Mercyful Fate cover) | 5:22     |  |
| 4.  | «Shadow Child» (demo version) | 4:50     |  |
| 5.  | «The Aardvark Trail» (live)   | 4:40     |  |

## Créditos
- Björn "Speed" Strid − Voz
- Peter Wichers − Guitarra
- Ola Frenning − Guitarra
- Ola Flink − Bajo
- Carlos Del Olmo Holmberg − Teclado
- Henry Ranta − Batería